# ツール・ド・おきなわ
ツール・ド・おきなわ（Tour de Okinawa）は、毎年11月第2土曜から日曜に沖縄県名護市を中心に沖縄本島北部地域で2日間にわたり、1989年から開催されている自転車ロードレース大会である。主催は特定非営利活動法人ツール・ド・おきなわ協会、北部広域市町村圏事務組合、日本自転車競技連盟。

## 概要
観光地である沖縄の特性を生かして、純粋なレースだけでなく、さまざまなイベントを組み合わせて開催されている。レースイベントの中で最上級クラスとなる距離210kmの「チャンピオンレース」はUCIアジアツアーに組みこまれており、アジアツアーでのレースグレードは1.2（2級カテゴリーのワンデーレース）となっている。

国際ロードレース部門としてはチャンピオンレースの他に女子国際レース100kmとジュニア国際レース140kmが、そして市民レース部門として210kmを筆頭に140km、100km、50km、40km、10kmの各レースが開催される。なかでも市民レース部門最長の210kmクラスは「ホビーレーサーの甲子園」と称され、全国から強豪市民レーサーが集まる非常にハイレベルなレースとして知られている。
海外から派遣されるアマチュア選手もその後グランツールやクラシックレースで活躍するなど見所も多い。
ロードレースの他にも、2日間をかけて沖縄本島を1周する全行程336kmの「本島一周サイクリング」、「途中フェリー移動を挟む1泊2日北部離島サイクリング」をはじめとした距離別・目的地別のサイクリングイベントが2日間にわたって各種開催され、日本で開催される自転車レースの中でも屈指のビッグイベントとなっている。
2024年は200km、140km、100kmで使用する予定の大宜味村、国頭村、東村が11月9日にかけての豪雨のためコースが使用できないため、これらのコースを、被害が軽微だった名護市周辺の50kmに短縮し、基からの変更がない50kmレースを含めて全て50kmに統一することで開催することになった。しかし、チャンピオンレース発走直後に、名護市内のコースで豪雨による水没箇所が見つかったことから一旦レース中断した後、天候の回復と、水没の復旧が困難として、レース関係は全て中止（延期なし）となった。コロナ禍を除いて、台風や豪雨によるレース全中止は史上初となった。なお小学生レースと競技を目的としないサイクリングイベント（本島一周サイクリングなど）は、レース前日の9日は中止されたが、10日の2日目は予定通り行われた。

## 2009年大会のアクシデント
2009年大会では2日目の市民ロードレース各部門が、先発の国際ロードレース・チャンピオン部門（男子200㎞）のペースの遅さにより、甚大な影響を被ることとなった。具体的には、市民ロードレース200㎞部門のペースが開催側の予想を超える早さであった為に国際ロードレースの選手たちに追いつきそうになった為、レース途中で時間調整の為に全選手を数十分停止させるという措置が取られ、逃げ集団を形成していた3名以外の全ての選手が、中断後の一斉スタートとなってしまった。

## 歴代優勝者
チャンピオンレースの歴代優勝者
- 1989年 大石一夫（ 日本）
- 1990年 三浦恭資（ 日本）
- 1991年 山田隆博（ 日本）
- 1992年 ジャンルカ・タロッコ（ イタリア）
- 1993年 山田隆博（ 日本）
- 1994年 藤野智一（ 日本）
- 1995年 ワン・カンポ（ 香港）
- 1996年 橋川健（ 日本）
- 1997年 藤野智一（ 日本）
- 1998年 ワン・カンポ（ 香港）
- 1999年 マーク・ウォルターズ（英語版）（ カナダ）
- 2000年 ワン・カンポ（ 香港）
- 2001年 飯島誠（ 日本）
- 2002年 パウル・レベンバッハ（ オーストラリア）
- 2003年 岡崎和也（ 日本）
- 2004年 ワン・カンポ（ 香港）
- 2005年 田代恭崇（ 日本）
- 2006年 宮澤崇史（ 日本）
- 2007年 宮澤崇史（ 日本）
- 2008年 新城幸也（ 日本）
- 2009年 伊丹健治（ 日本）
- 2010年 福島晋一（ 日本）
- 2011年 盛一大（ 日本）
- 2012年 トーマス・パルマー（ オーストラリア）
- 2013年 初山翔（ 日本）
- 2014年 増田成幸（ 日本）
- 2015年 ジェイソン・クリスティ（ ニュージーランド）
- 2016年 増田成幸（ 日本）
- 2017年 佐野淳哉（ 日本）
- 2018年 アラン・マランゴーニ（ イタリア）
- 2019年 増田成幸（ 日本）
- 2020・2021年 新型コロナのため中止
- 2022年 ベンジャミン・プラデス（英語版）（ スペイン）
- 2023年 山本大喜（ 日本）
- 2024年 中止

## テレビ放送
琉球放送で後日ドキュメント番組が放送される。
2022年大会はチャンピオンレースが三菱地所JCLプロロードレースツアー公式YouTubeチャンネルにてライブ配信された。
2023年大会は大会公式YouTubeチャンネルに加え市民レース200㎞はGCNにてライブ配信された。